# Vía Colectora Catamayo-Macará
La Vía Colectora Catamayo-Macará (E69) es una vía secundaria  ubicada en la Provincia de Loja.  Esta colectora, de trazado norte-sur nace en la ruta combinada de la Troncal de la Sierra y la Transversal Austral (denominada E35/E40) en la localidad de Catamayo. La colectora se desplaza en sentido sur pasando por las localidades de Gonzanama, Cariamanga, y Sozoranga para finalmente terminar su recorrido en el término sur de la Troncal de la Sierra (E35) en el Puente Internacional Macará en la frontera con Perú.

## Localidades destacables
De norte a sur:
- Catamayo, Loja
- Gonzanamá, Loja
- Cariamanga, Loja
- Sozoranga, Loja
- Macará, Loja

- Datos: Q9095186